# Brunneocorticium pyriforme
Brunneocorticium pyriforme är en svampart som beskrevs av Sheng H. Wu 2007. Brunneocorticium pyriforme ingår i släktet Brunneocorticium, ordningen Agaricales, klassen Agaricomycetes, divisionen basidiesvampar och riket svampar.   Inga underarter finns listade i Catalogue of Life.